# Antonín Homolka
Antonín Homolka, křtěný Antonín (20. července 1909 Jílovice – 17. února 1964 Praha) byl český výtvarník, malíř, grafik a ilustrátor.

## Život
Antonín Homolka se narodil v obci Jílovice v rodině chalupníka Antonína Homolky a jeho ženy Kateřiny rodem Žaludové. V tiskárně V. Neubert a synové v Praze se vyučil retušérem hlubotisku. Dodatečně vystudoval pražskou Vysokou školu uměleckoprůmyslovou a pražskou Akademii výtvarných umění.

## Výstavy
- Alšova jihočeská galerie v Hluboké nad Vltavou, 1984[4]